# 昌邑站
昌邑站，规划建设前期称昌邑南站，是潍莱高速铁路的中间车站，亦是津潍烟高速铁路潍坊方向的接轨车站，2020年11月26日开通。

## 车站周边
- 昌邑市绿博园景区
- 亿润和苑小区（官沟社区）
- 刘家巷村、南营村

### 公交接驳
昌邑6路